# Kerivoula krauensis
Kerivoula krauensis — вид рукокрилих родини Лиликові (Vespertilionidae).

## Поширення
Цей вид відомий тільки з типової місцевості в півострівній Малайзії у зрілих тропічних лісах низовини.

## Загрози та охорона
Загрози для цього виду не відомі. Зразки цього виду були зібрані у заповіднику.